# John Kelai
John Ekiru Kelai (29 dicembre 1976) è un ex maratoneta keniota.

## Biografia
Nel 2010 ha vinto la medaglia d'oro nella maratona ai Giochi del Commonwealth; quattro anni più tardi, nel 2014, ha partecipato nuovamente alla maratona dei Giochi del Commonwealth, piazzandosi in quinta posizione.

## Palmarès
| Anno | Manifestazione          | Sede        | Evento   | Risultato | Prestazione | Note |
| ---- | ----------------------- | ----------- | -------- | --------- | ----------- | ---- |
| 2010 | Giochi del Commonwealth | Nuova Delhi | Maratona | Oro       | 2h14'35"    |      |
| 2014 | Giochi del Commonwealth | Glasgow     | Maratona | 5º        | 2h12'41"    |      |

## Altre competizioni internazionali
2002
- 7º alla Maratona di Singapore ( Singapore) - 2h23'46"

2003
- Oro alla Maratona di Singapore ( Singapore) - 2h19'02"

2004
- Oro alla Maratona di Bruxelles ( Bruxelles) - 2h11'00"
- 4º alla Maratona di Singapore ( Singapore) - 2h17'49"

2005
- Oro alla Maratona di Enschede ( Enschede) - 2h11'44"
- 4º alla Maratona di Eindhoven ( Eindhoven) - 2h09'09"
- 5º alla Maratona di Singapore ( Singapore) - 2h17'02"
- 8º alla Dam to Damloop ( Zaandam), 10 miglia - 47'43"
- Oro alla Maastricht's Mooiste ( Maastricht), 15 km - 43'16"

2006
- Argento alla Maratona di Enschede ( Enschede) - 2h12'05"
- 14º alla Maratona di Eindhoven ( Eindhoven) - 2h18'37"
- 7º alla Route du Vin Half Marathon ( Remich) - 1h02'45"

2007
- Oro alla Toronto Waterfront Marathon ( Toronto) - 2h09'30"
- 4º alla Maratona di Ottawa ( Ottawa) - 2h11'10"
- Oro alla Maratona di Mumbai ( Mumbai) - 2h12'27"

2008
- Oro alla Maratona di Mumbai ( Mumbai) - 2h12'23"
- 5º alla Toronto Waterfront Marathon ( Toronto) - 2h12'43"

2009
- 4º alla Maratona di Essen ( Essen) - 2h11'15"
- Bronzo alla Maratona di Mumbai ( Mumbai) - 2h12'23"
- 4º alla Maratona di Singapore ( Singapore) - 2h13'14"

2010
- Oro alla Maratona di Enschede ( Enschede) - 2h12'17"

2011
- 6º alla Maratona di Mumbai ( Mumbai) - 2h11'05"
- 7º alla Maratona di Hannover ( Hannover) - 2h11'43"
- Bronzo alla Maratona di Singapore ( Singapore) - 2h15'46"
- 16º alla Great North Run ( Newcastle upon Tyne) - 1h04'19"
- 7º alla Mezza maratona di Birmingham ( Birmingham) - 1h06'00"
- 11º alla Great Edinburgh Run ( Edimburgo) - 31'03"

2012
- Bronzo alla Maratona di Brighton ( Brighton) - 2h12'44"
- 4º alla Maratona di Macao ( Macao) - 2h24'26"
- 6º alla Mezza maratona di Birmingham ( Birmingham) - 1h04'04"
- Bronzo alla Mezza maratona di Glasgow ( Glasgow) - 1h04'17"
- 9º alla Great Manchester Run ( Manchester) - 29'15"

2013
- 4º alla Maratona di Casablanca ( Casablanca) - 2h13'41"
- Oro alla Maratona di Zhengzhou ( Zhengzhou) - 2h16'28"
- 7º alla Mezza maratona di Glasgow ( Glasgow) - 1h05'36"

2016
- 6º alla Maratona di Taiyuan ( Taiyuan) - 2h16'48"
- 7º alla Maratona di Singapore ( Singapore) - 2h20'02"

2017
- 4º alla Mezza maratona di Guizhou ( Guizhou) - 1h06'22"

2018
- 11º alla Maratona di Singapore ( Singapore) - 2h25'25"